# Кыртау
Кыртау — река в России, протекает по Тарскому району Омской области. Устье реки находится в 33 км от устья Кыртовки по правому берегу. Длина реки составляет 21 км.

## Данные водного реестра
По данным государственного водного реестра России относится к Иртышскому бассейновому округу, водохозяйственный участок реки — Иртыш от впадения реки Омь до впадения реки Ишим, без реки Оша, речной подбассейн реки — бассейны притоков Иртыша до впадения Ишима. Речной бассейн реки — Иртыш.

## Топографическая карта
- Лист карты O-43-XXI. Масштаб: 1 : 200 000. Состояние местности на 1982 год. Издание 1988 г.